# China Metallurgical Group Corporation
China Metallurgical Group Corporation (en chino: 中国冶金科工集团公司) conocida también por las siglas MCC, es una empresa de propiedad estatal fundada en 1982 con sede en Pekín, China. Su presidente y director es Shen Heting.

## Áreas de negocio
La empresa está involucrada en una gran variedad de sectores como la explotación de recursos naturales tanto en China como en el exterior. También está en la construcción de plantas metalúrgicas y otras infraestructuras, tanto viviendas privadas como edificios públicos así como todos los servicios complementarios, que van desde instalaciones eléctricas y mecánicas hasta el abastecimiento de agua. Por otro lado, también fabrica todo tipo de productos electrónicos y está dentro de sectores más alejados de sus inicios puramente metalúrgicos como son el alimentario, textil, químico, energético y telecomunicaciones.

## Principales actividades en el exterior
Las explotaciones de recursos naturales reportaron a MCC un total de 31,52 mil millones de dólares en 2010, lo que significa un 24,7% más que el año anterior, sin contar los beneficios de sus dos nuevos grandes proyectos en Afganistán y Papúa Nueva Guinea. Además de la extracción de recursos naturales, también ha entrado en el mercado de la construcción en el extranjero, principalmente, en Brasil y Oriente Medio.

### Mina de cobre en Afganistán
En 2007, la compañía ganó la licitación para poder extraer durante 30 años el cobre del segundo mayor depósito natural del mundo que permanecía sin explotar, en Afganistán, compuesta por 13 millones de toneladas de ese mineral. El contrato, causó un gran revuelo internacional debido a que la extracción de los recursos previstos para 2013, requeriría la destrucción de gran parte de los vestigios arqueológicos del yacimiento Mes Aynak, puesto que el depósito se sitúa justo debajo muchas de las construcciones budistas que datan de los primeros siglos, por lo que el gobierno afgano optó por dejar que un grupo de científicos encabezados por la DAFA pudieran excavar, catalogar y trasladar el mayor número de piezas posibles al Museo Nacional de Afganistán hasta 2013, fecha que dará inicio a la construcción de una de las mayores minas a cielo abierto.

### Mina níquel en Papúa Nueva Guinea
Otras de las inversiones más grandes que ha hecho tanto MCC como cualquier otra empresa china al extranjero, se trata de la mina de níquel ubicada en las montañas sobre el río Ramu y su planta de procesamiento en la costa de Rai, en la provincia de Madang de Papúa Nueva Guinea, con un coste de $1,5 mil millones que le garantiza la explotación de un depósito de níquel estimado en 140 millones de toneladas, durante un período de 40 años, de la que se espera que pueda extraer alrededor de 31.150 toneladas anuales de níquel y 3.300 de cobre.